# Kyrkogårdsmygga
Kyrkogårdsmygga, Aedes japonicus är en tvåvingeart som först beskrevs av Theobald 1901.  Aedes japonicus ingår i släktet Aedes och familjen stickmyggor. Inga underarter finns listade i Catalogue of Life. Kyrkogårdsmyggan har kommit till Europa med handel och sprider sig norrut. Sitt svenska namn har den fått därför att den ofta etablerar sig på kyrkogårdar och lägger sina ägg i vaserna på gravarna.

## Bildgalleri

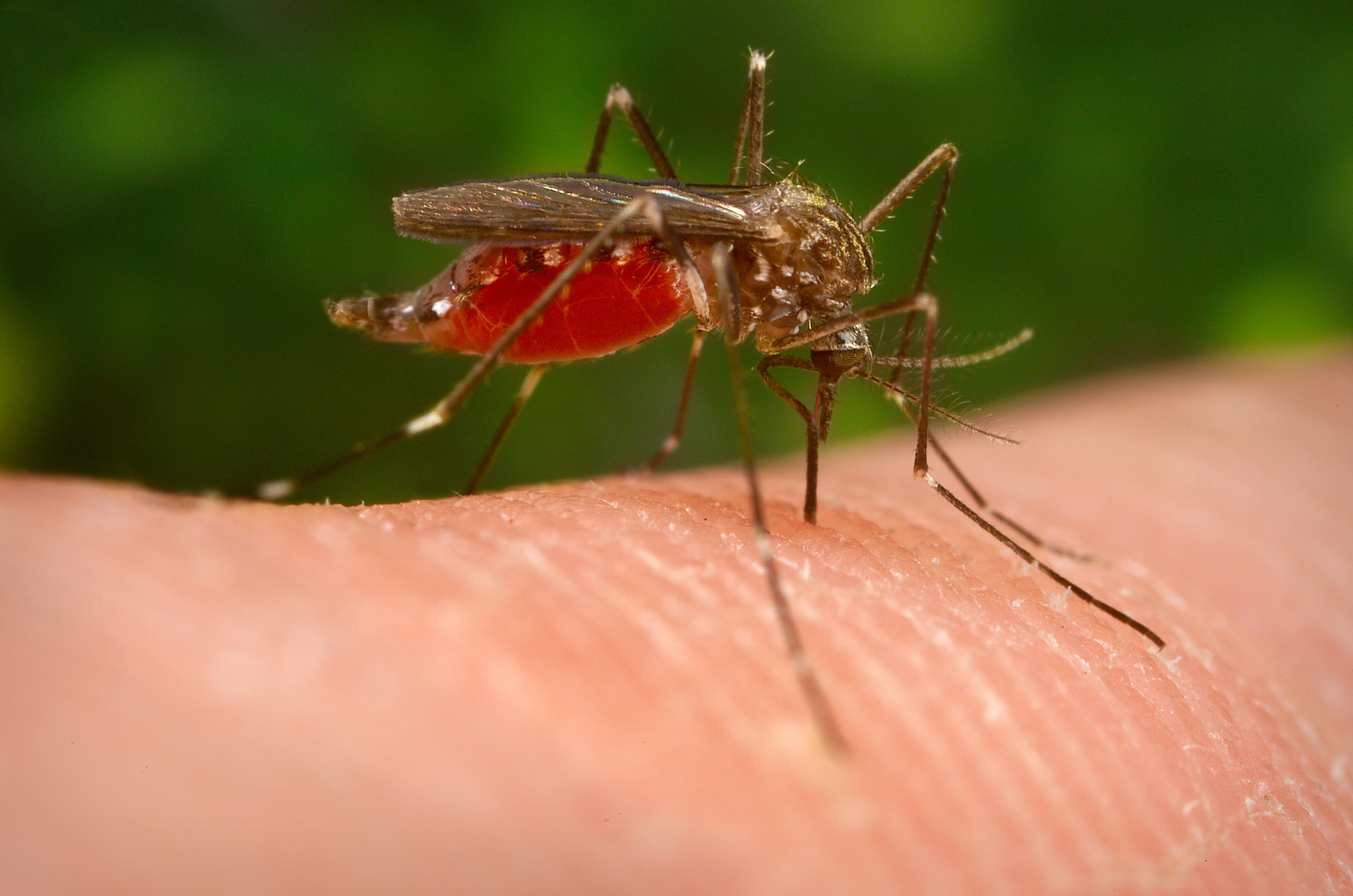
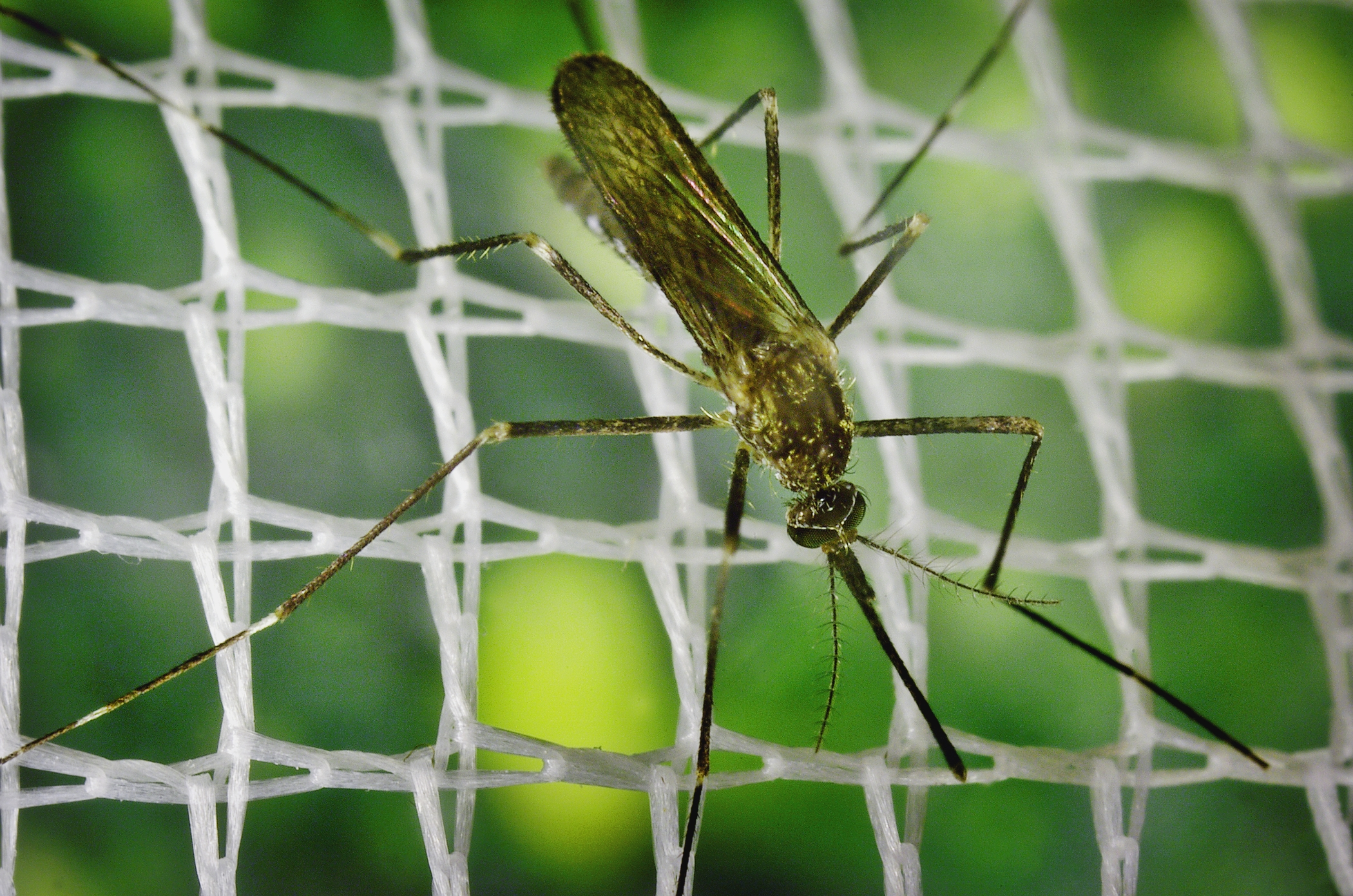
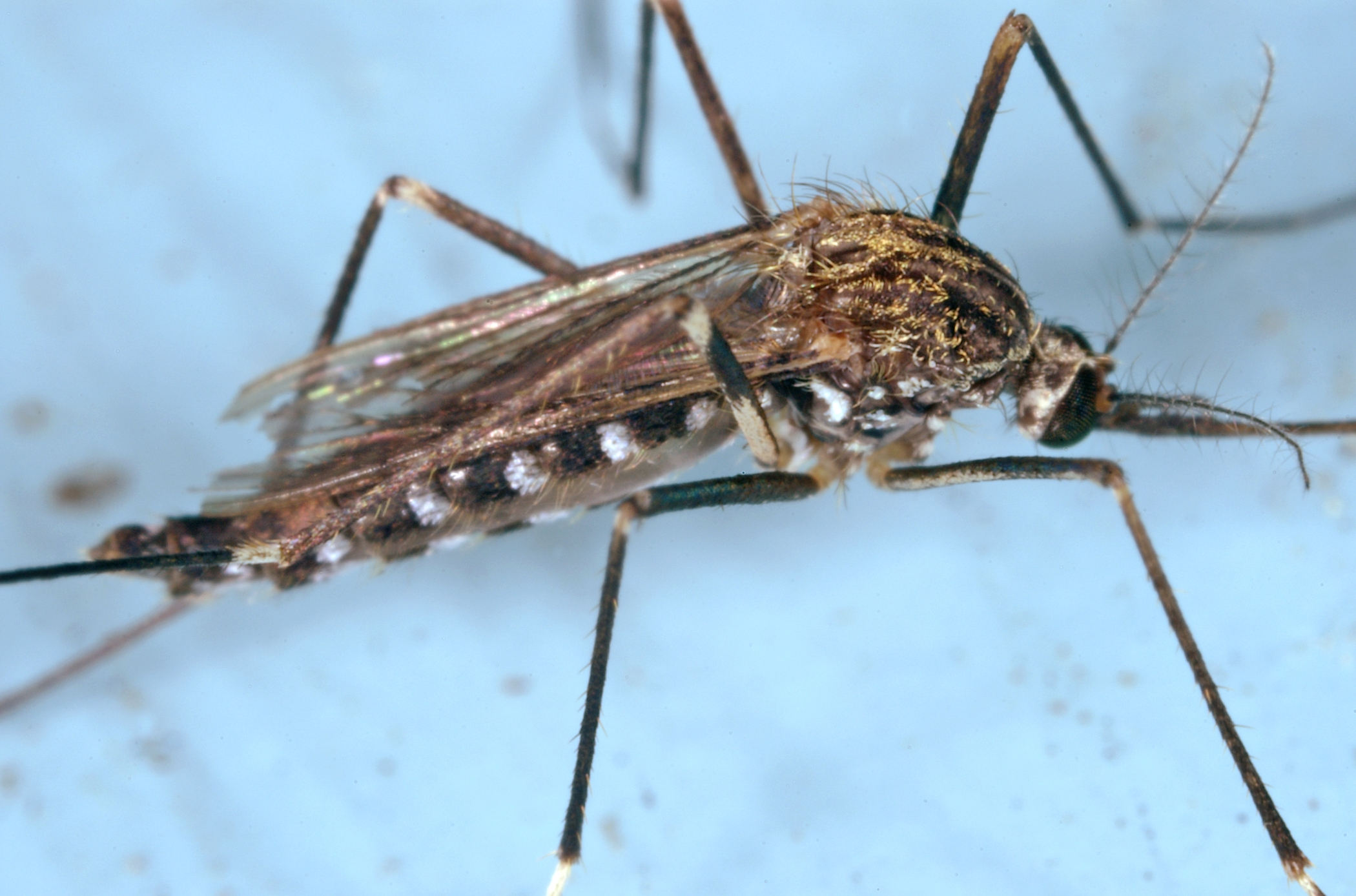